# Mitterdorf im Mürztal
Mitterdorf im Mürztal ist eine ehemalige Marktgemeinde mit damals 2380 Einwohnern (Stand 31. Oktober 2013) und auf dem damaligen Gemeindegebiet heute mit 2348 Einwohnern (1. Jänner 2024) im Gerichtsbezirk Mürzzuschlag und im politischen Bezirk Bruck-Mürzzuschlag in der Steiermark. Bis Ende 2014 war Mitterdorf eine selbständige Marktgemeinde. Im Rahmen der Gemeindestrukturreform in der Steiermark ist sie seit 2015 mit den vordem ebenfalls selbständigen Gemeinden Veitsch und Wartberg im Mürztal zur neuen Gemeinde Sankt Barbara im Mürztal zusammengeschlossen.

## Geografie

### Geografische Lage
Mitterdorf liegt im Mürztal etwa 13 km südwestlich von Mürzzuschlag. Im Süden befinden sich die Fischbacher Alpen.

### Ehemalige Gemeindegliederung
Das Gemeindegebiet umfasste zwei Ortschaften (in Klammern Einwohnerzahl Stand 1. Jänner 2024):
- Lutschaun (447)
- Mitterdorf im Mürztal (1901)

Die ehemalige Gemeinde bestand aus zwei Katastralgemeinden (Fläche Stand 31. Dezember 2023):
- Lutschaun (379,24 ha)
- Mitterdorf (734,43 ha)

### Nachbarorte
|                                     | Veitsch (Gem. bis 2015)                     |                  |
| Wartberg im Mürztal (Gem. bis 2015) | Kompassrose, die auf Nachbargemeinden zeigt | Krieglach (Gem.) |
|                                     | Stanz im Mürztal (Gem.)                     |                  |

## Geschichte

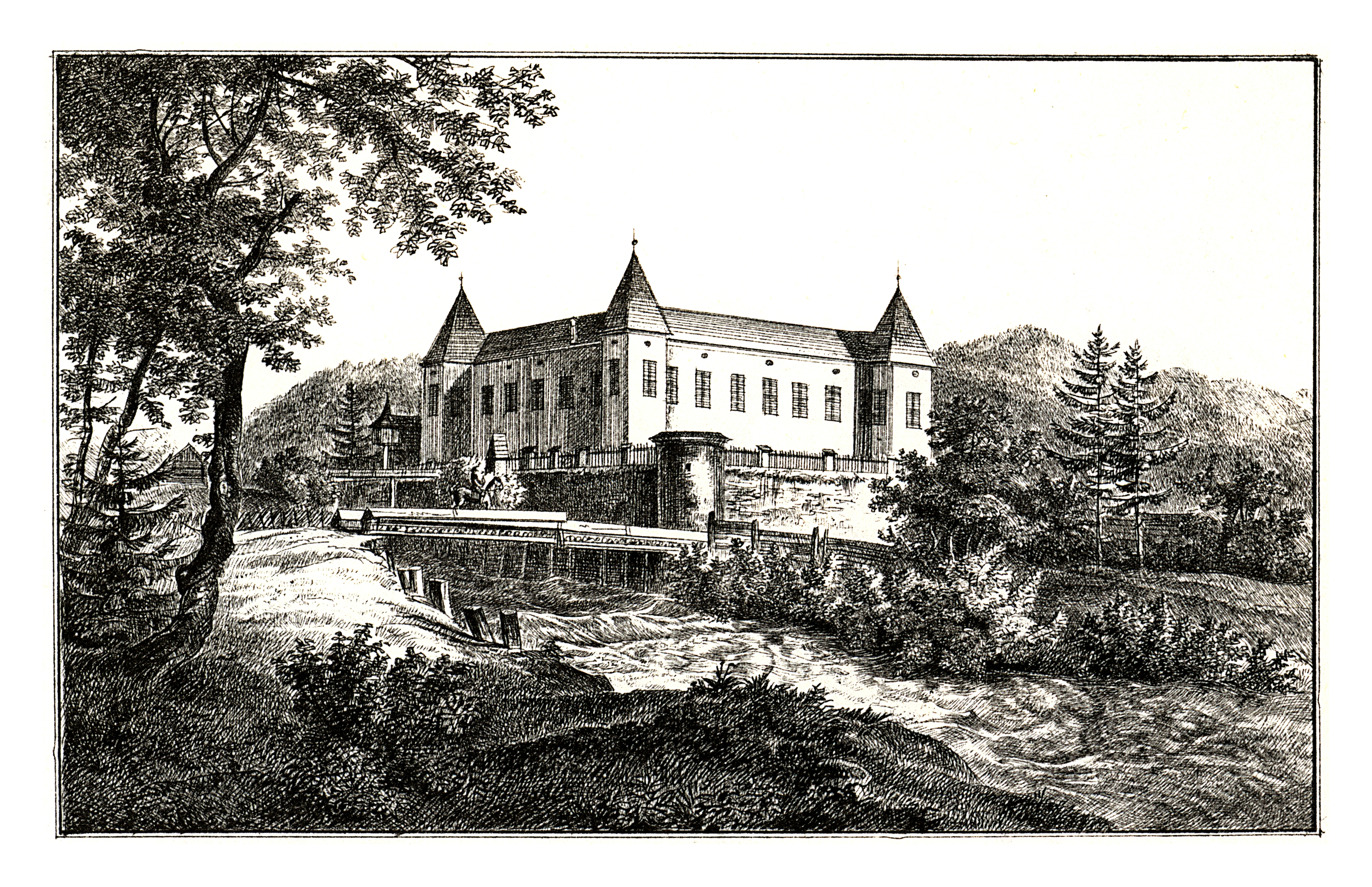
Schloss Pichl bei Mitterdorf, Lith. um 1830, J.F. Kaiser, Graz

Das früheste Schriftzeugnis ist von 1139 und lautet „Mitterendorf“. Der Name geht auf althochdeutsch mittar (mittlerer, in der Mitte befindlich) zurück.
Die Ortsgemeinden als autonome Körperschaften entstanden 1850. Die Katastralgemeinden Wartberg, Scheibsgraben, Mitterdorf und Lutschaun bildeten den Gemeindeverband Wartberg. 1906 schieden Mitterdorf und Lutschaun aus dem Gemeindeverband Wartberg aus. Nach der Annexion Österreichs 1938 kam die Gemeinde zum Reichsgau Steiermark, 1945 bis 1955 war sie Teil der britischen Besatzungszone in Österreich.

## Kultur und Sehenswürdigkeiten

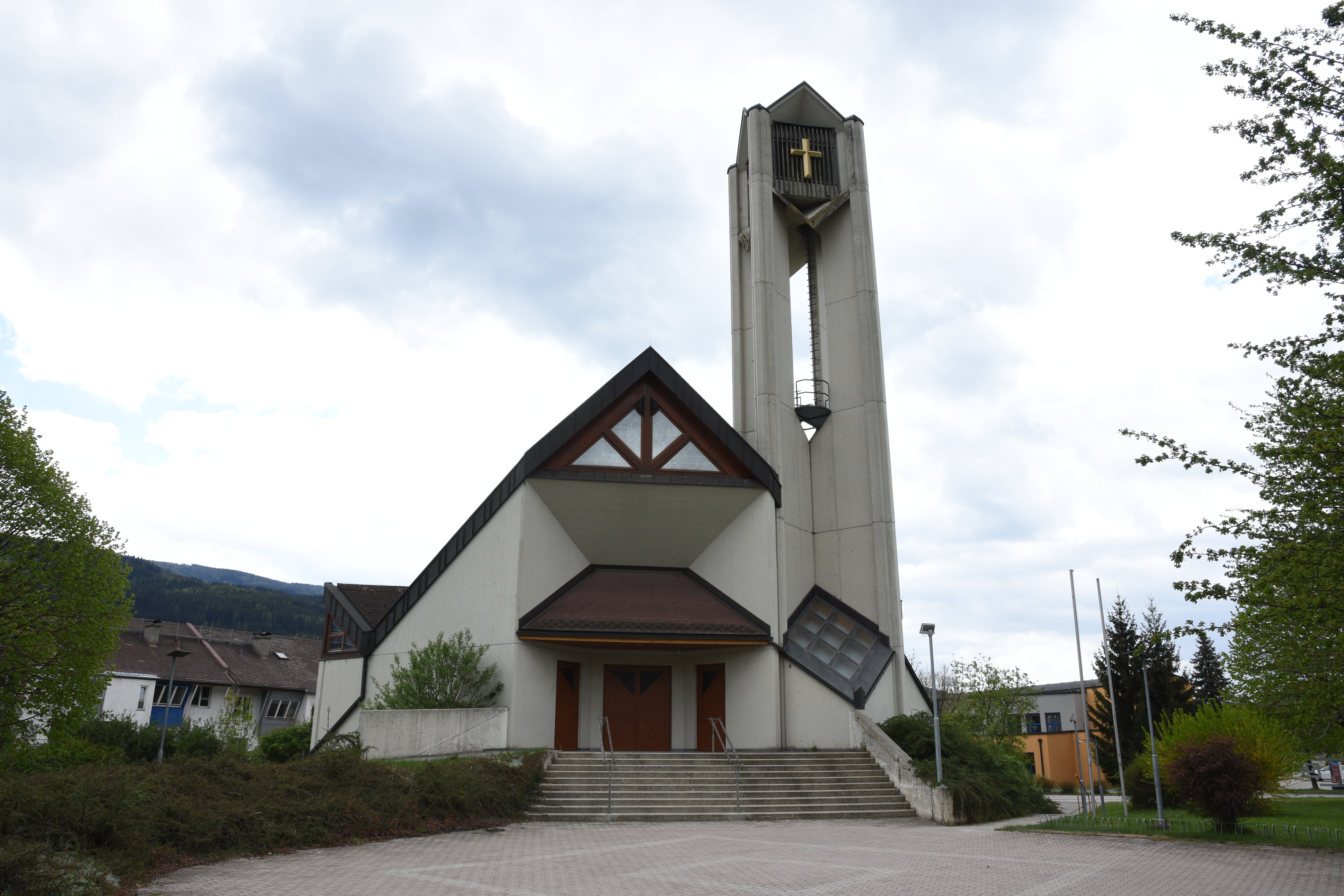
Filialkirche Sankt Barbara

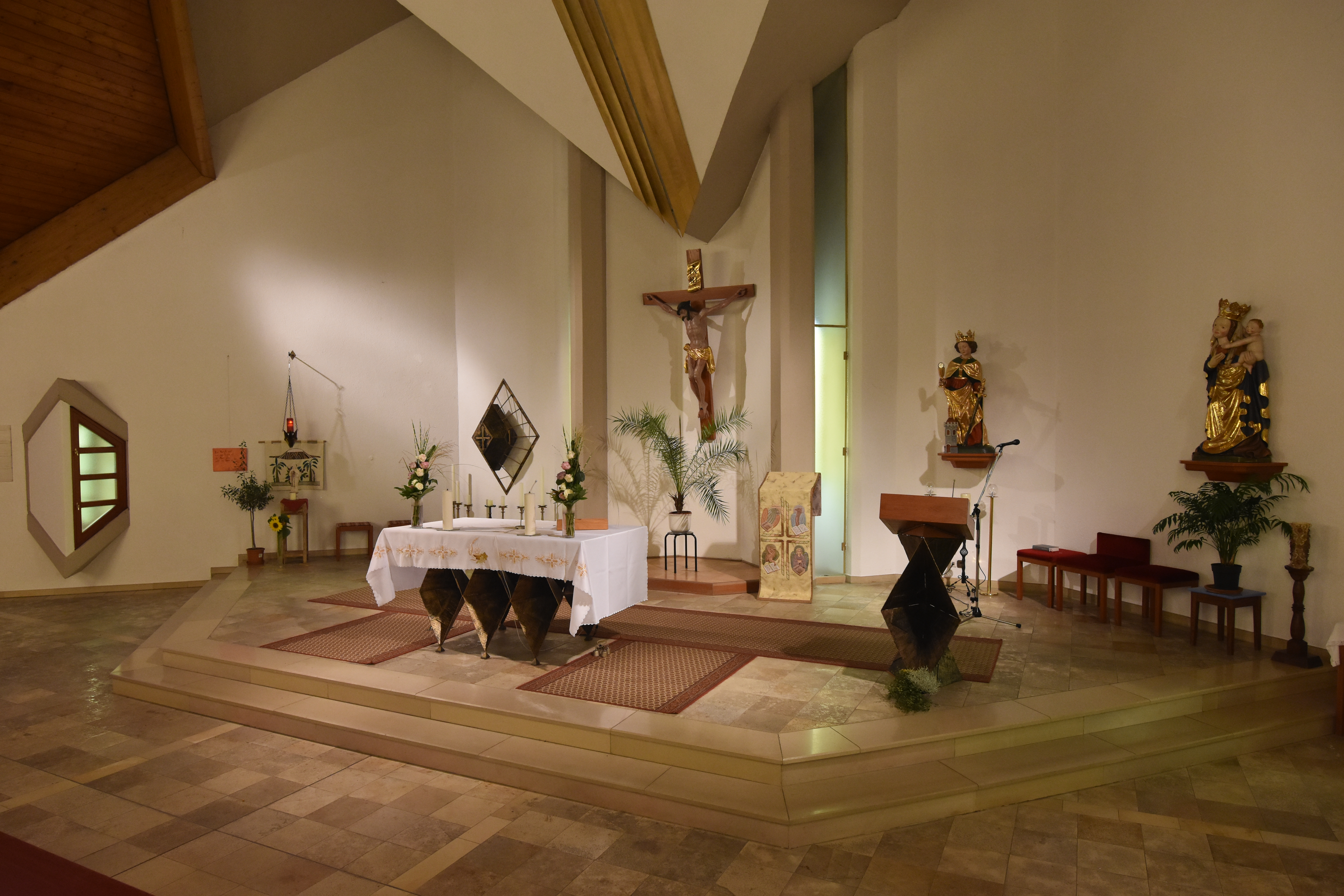
Innenansicht der Filialkirche Sankt Barbara

- Filialkirche Sankt Barbara

## Wirtschaft und Infrastruktur

### Verkehr
Mitterdorf liegt an der Semmering Schnellstraße S 6 und an der Südbahn.

### Umweltschutz
Mitterdorf im Mürztal war die erste Gemeinde Österreichs, die moderne LED-Technik in der Straßenbeleuchtung einsetzte. Für die Umrüstung wurde der Gemeinde beim Ideenwettbewerb der Raiffeisenbank Mittleres Mürztal ein Preis verliehen.

## Politik
Bürgermeister war bis Ende 2014 Walter Berger (SPÖ), Vizebürgermeisterin war Renate Planka (SPÖ). Der Gemeinderat setzte sich bis dahin zusammen aus:
- 12 Mitglieder der SPÖ
- 3 Mitgliedern der ÖVP

## Persönlichkeiten

### Ehrenbürger
- 1975: Anton Peltzmann (1920–2000), Landesrat[9]

### Söhne und Töchter der Gemeinde
- Erich Kamper (1914–1995), Sportjournalist und Publizist
- Bernd Stöhrmann (* 1944), Politiker der SPÖ
- August Jilek (* 1949), Theologe und Hochschullehrer
- Franz Preihs (* 1978), Extremradsportler
- Marion Mitterhammer (* 1965), Schauspielerin